# Evelina Rodigari
Evelina Rodigari (Bormio, 14 settembre 1978) è un'ex pattinatrice di short track italiana.

## Biografia
Nata a Bormio, in provincia di Sondrio, nel 1978, è cugina di Nicola Rodigari, anche lui pattinatore di short track, argento nella staffetta 5000 metri a Salt Lake City 2002.
Tra 1997 e 2004 ha vinto 7 medaglie ai Campionati europei: una individuale (un bronzo a Bormio 2000) e 6 in staffetta (4 ori, Malmö 1997, Budapest 1998, Grenoble 2002 e San Pietroburgo 2003  e 2 argenti, Bormio 2000 e Zoetermeer 2004).
A 23 anni ha partecipato ai Giochi olimpici di Salt Lake City 2002 nella staffetta 3000 metri insieme a Marinella Canclini, Mara Zini, Katia Zini (solo in semifinale) e Marta Capurso (solo in finale B). Le azzurre sono state eliminate in semifinale con il 3º posto, in 4'18"131, ma hanno poi vinto la finale B in 4'20"014, chiudendo quindi quinte.
Nell'anno 2004, durante una sessione di allenamento in preparazione ad una gara di Coppa del Mondo a Göteborg, Svezia, causa un difetto di un pattino, è caduta in curva sbattendo violentemente la schiena contro la balaustra che delimita la pista, riportando fratture molteplici ad una  vertebra, che le hanno pertanto impedito il normale proseguimento della carriera.
Dopo il ritiro ha aperto un negozio di abbigliamento a Bergamo.

## Palmarès

### Campionati europei
- 7 medaglie:
  - 4 ori (Staffetta a Malmö 1997, staffetta a Budapest 1998, staffetta a Grenoble 2002, staffetta a San Pietroburgo 2003)
  - 2 argenti (Staffetta a Bormio 2000, staffetta a Zoetermeer 2004)
  - 1 bronzo (Individuale a Bormio 2000)